# خالد الشنيف
خالد الشنيف لاعب كرة قدم وإعلامي رياضي سعودي، ولد في العاصمة الرياض وسط السعودية في 11 أغسطس 1973. لعب في نادي الشباب السعودي ونادي الأهلي السعودي في مركز المحور، وامتدت مسيرته لما يقارب الـ13 عاماً شهدت فوزه بالكثير من الألقاب والبطولات مع الأندية التي مثلها وخاصة الشباب الذي لعب بقميصه لعشر سنوات.

## مسيرته الكروية
وكان قد بدأ مسيرته الكروية في العام 1991 مع درجة فئة الشباب بنادي الشباب، استمر كعنصر أساسي في نادي الشباب 10 أعوام كانت حافلة بالإنجازات المحلية والخارجية، وعاصر جيلين من أهم أجيال نادي الشباب. وهما الجيل الذهبي الذي وضع الشباب على طريق البطولات، والجيل الثاني الذي تسلم الراية لينطلق بها في ميادين الإنجازات، حيث رافق من نجوم الجيل الذهبي سعيد العويران، وفؤاد أنور، وفهد المهلل، وعبد الرحمن الرومي، وصالح الداوود، وسالم سرور، ومن الجيل الثاني راشد المقرن وعبد الله الواكد، وصالح صديق، وعبد العزيز الخثران، ومرزوق العتيبي، وعبد الله الشيحان.
وذلك قبل ان ينتقل للنادي الأهلي في العام 2001 حيث شهدت هذه الفترة موجة رحيل اللاعبين البارزين عن الشباب، فرحل فؤاد أنور وصالح الداوود وفهد المهلل للنصر، ومرزوق العتيبي للاتحاد، والخثران للهلال، والواكد للأهلي، ولعب الشنيف في ناديه الجديد الذي انتقل له في سبتمبر من ذلك العام ثلاثة مواسم، قبل أن يعلن الاعتزال بنهاية موسم 2004، ولم يغادره أيضا إلا بعد أن حقق معه عددا من البطولات.

## الإعلام الرياضي
- اتجه بعد اعتزاله كرة القدم للتدريب في أكاديمية النادي الأهلي، ثم غيّر مساره لمجال التحليل الفني عبر القنوات الفضائية، حيث انطلق من قناة ART قبل أن ينتقل لقناة أبوظبي الرياضية.
- بدأ بتقديم برنامج (ملعب SBC) على قناة SBC السعودية في أغسطس عام 2021.[1]

## إنجازاته مع الشباب
- الدوري السعودي الممتاز 1991م
- الدوري السعودي الممتاز 1992م
- الدوري السعودي الممتاز1993م
- كأس ولي العهد السعودي 1993م
- كأس الخليج للأندية 1993م
- كأس الأندية العربية أبطال الدوري 1993م
- كأس الخليج للأندية 1994م
- كأس النخبة العربية 1995م
- كأس ولي العهد السعودي 1996م
- الدورة التنشيطية على كأس الأمير فيصل بن فهد 1998م
- كاس ولي العهد السعودي 1999م
- كأس الأندية العربية أبطال الدوري 1999م
- كأس النخبة العربية 2000م
- كأس الكؤوس الآسيوية 2001م

## إنجازاته مع الأهلي
- كأس الأمير فيصل بن فهد 2002م
- كأس ولي العهد السعودي 2002م
- كأس الخليج للأندية 2002م
- دورة الصداقة الدولية 2002م
- كأس الأندية العربية 2003م
- دورة الصداقة الدولية 2003م

## وصلات خارجية ومصادر
- خالد الشنيف المحلل الفني الذي زاحم في شهرته نجوم الشباك